# Витшток
Ви́тшток (нем. Wittstock/Dosse) — город в Германии, в земле Бранденбург.
Входит в состав района Восточный Пригниц-Руппин. Занимает площадь 391,20 км². Официальный код — 12 0 68 468.
Город подразделяется на 24 городских района.

## Население
| Год  | Численность | Численность |
| ---- | ----------- | ----------- |
| 2000 | 17 985      | [ 1 ]       |
| 2005 | 16 363      | [ 1 ]       |
| 2010 | 15 235      | [ 2 ]       |
| 2015 | 14 380      | [ 3 ]       |
| 2020 | 14 007      | [ 4 ]       |
| 2021 | 13 995      | [ 5 ]       |
| 2022 | 14 104      | [ 6 ]       |
| 2023 | 13 994      | [ 7 ]       |

## История
24 сентября 1636 года произошла битва при Виттштоке, одно из сражений Тридцатилетней войны, закончившееся убедительной победой шведских войск над объединённой армией Священной Римской империи и Саксонии.

## Экономика
В Витштоке от трассы A24 до порта Ростока отходит автобан A19.

## Известные уроженцы
- Валенс Ацидалий — критик и новолатинский поэт.

## Фотографии

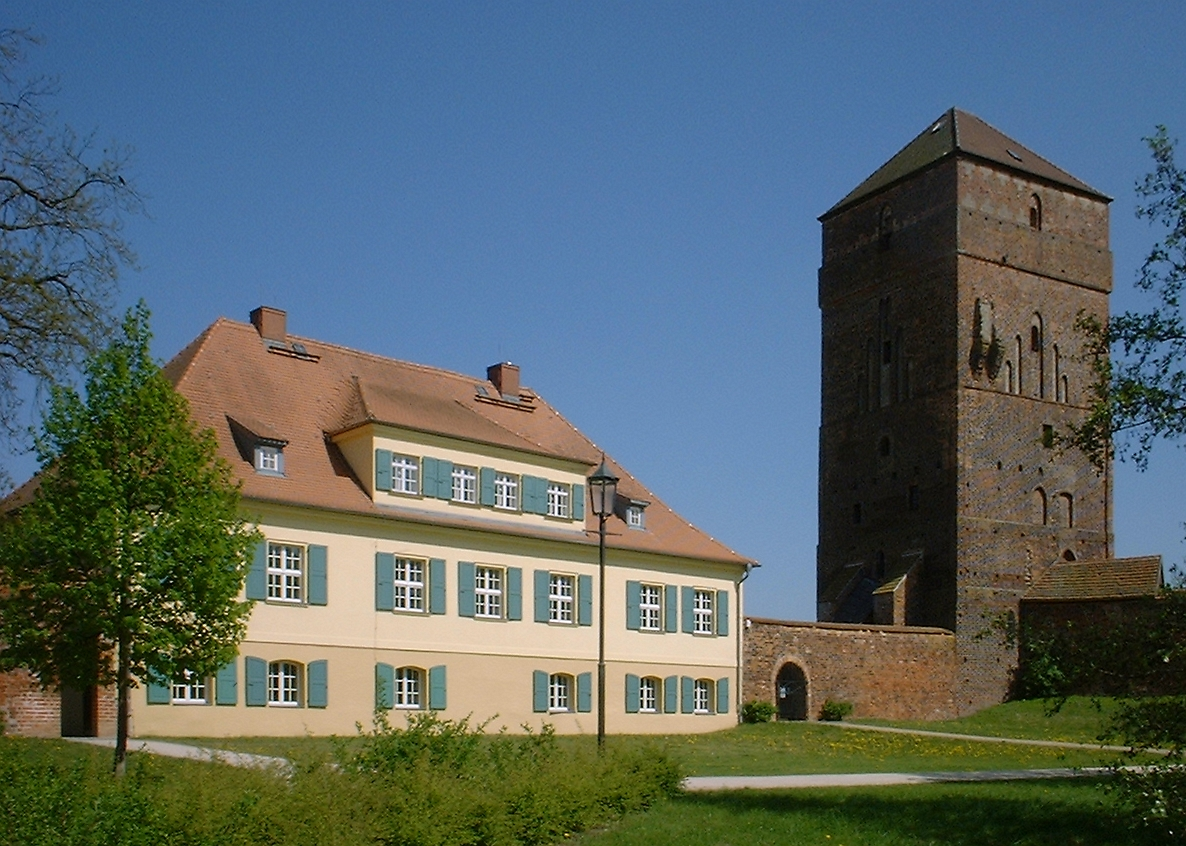
Старый епископский замок
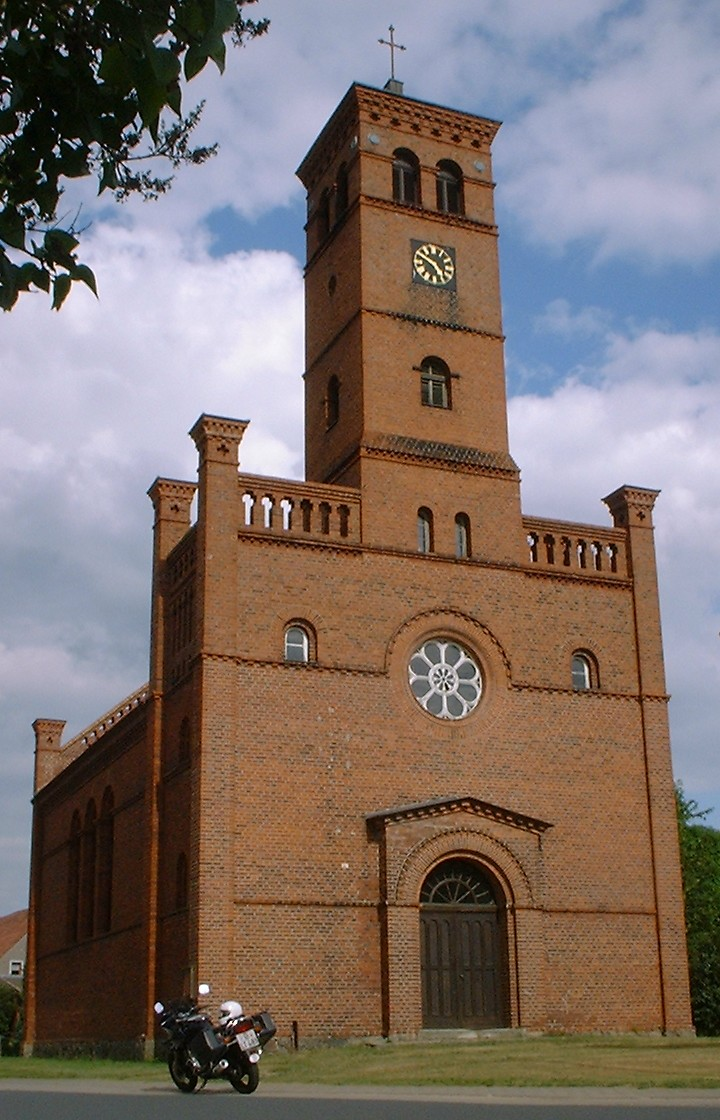
Кирха в Кристдорфе
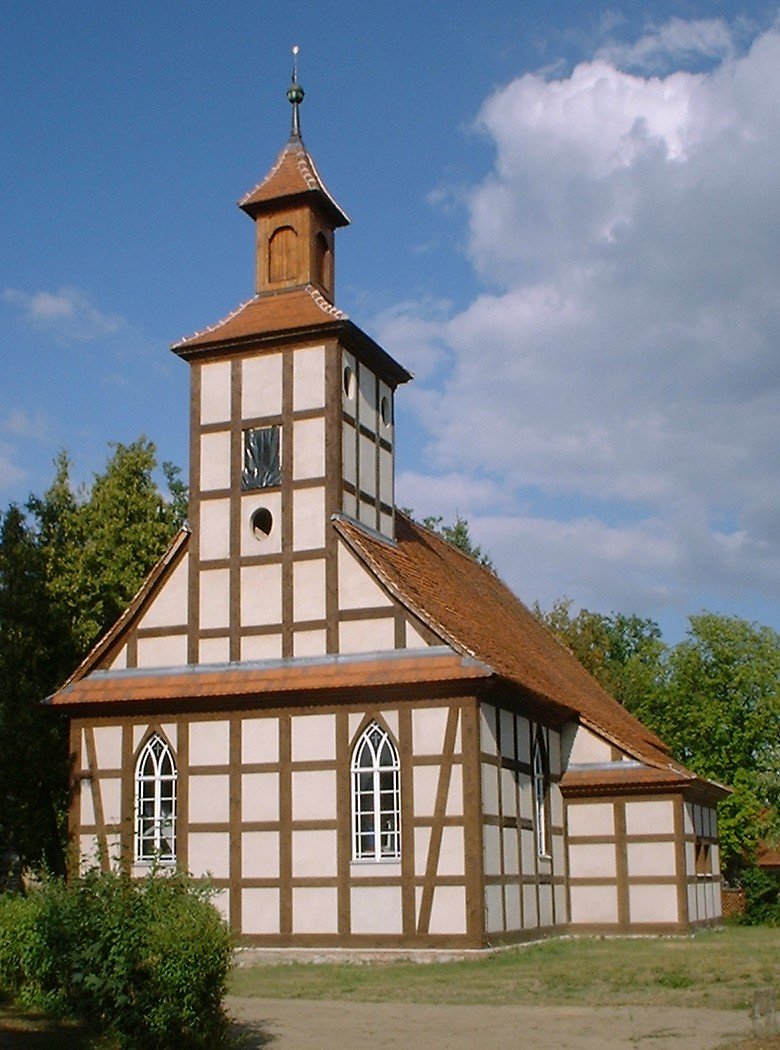
Кирха в Фретцдорфе
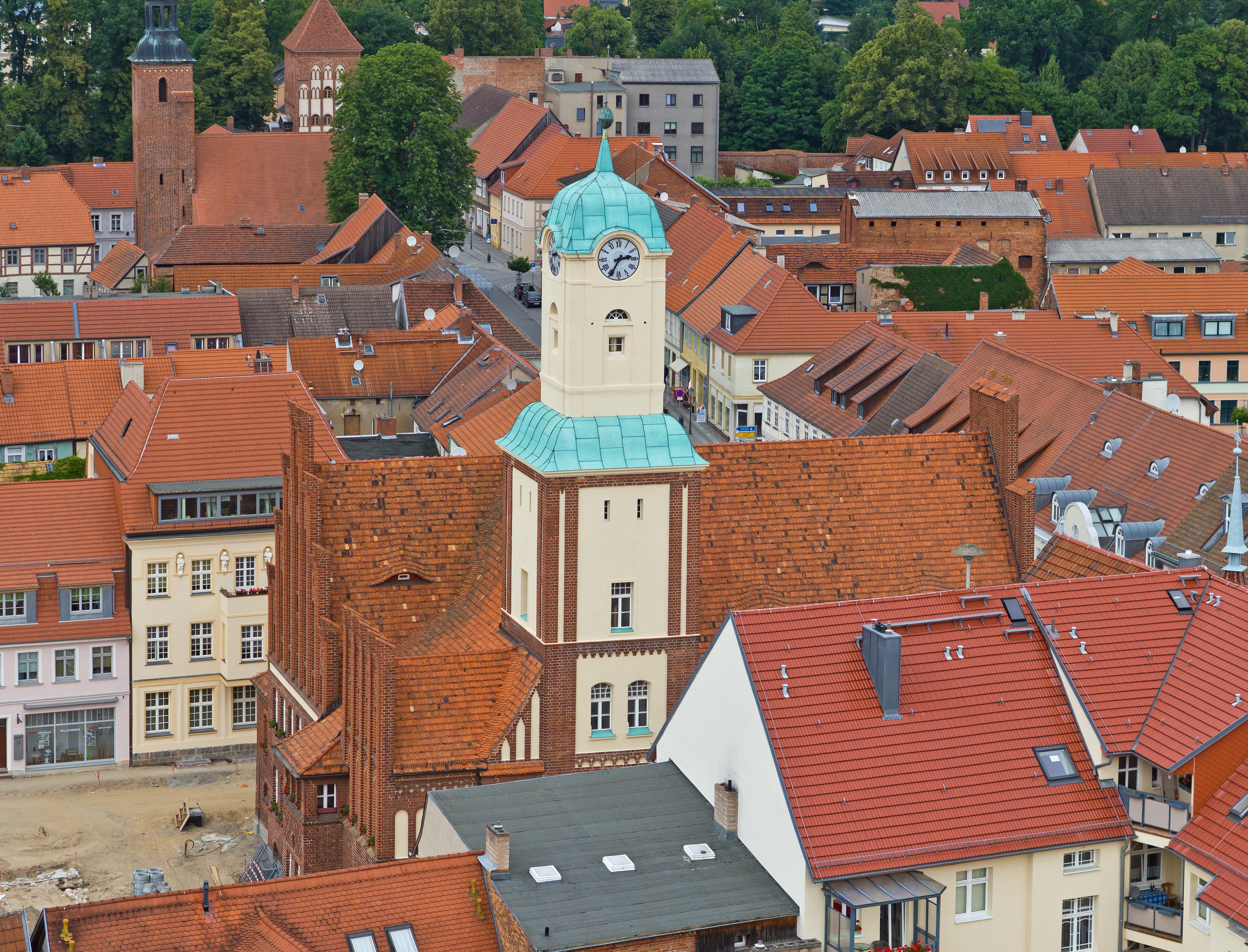
Ратуша на Рыночной площади
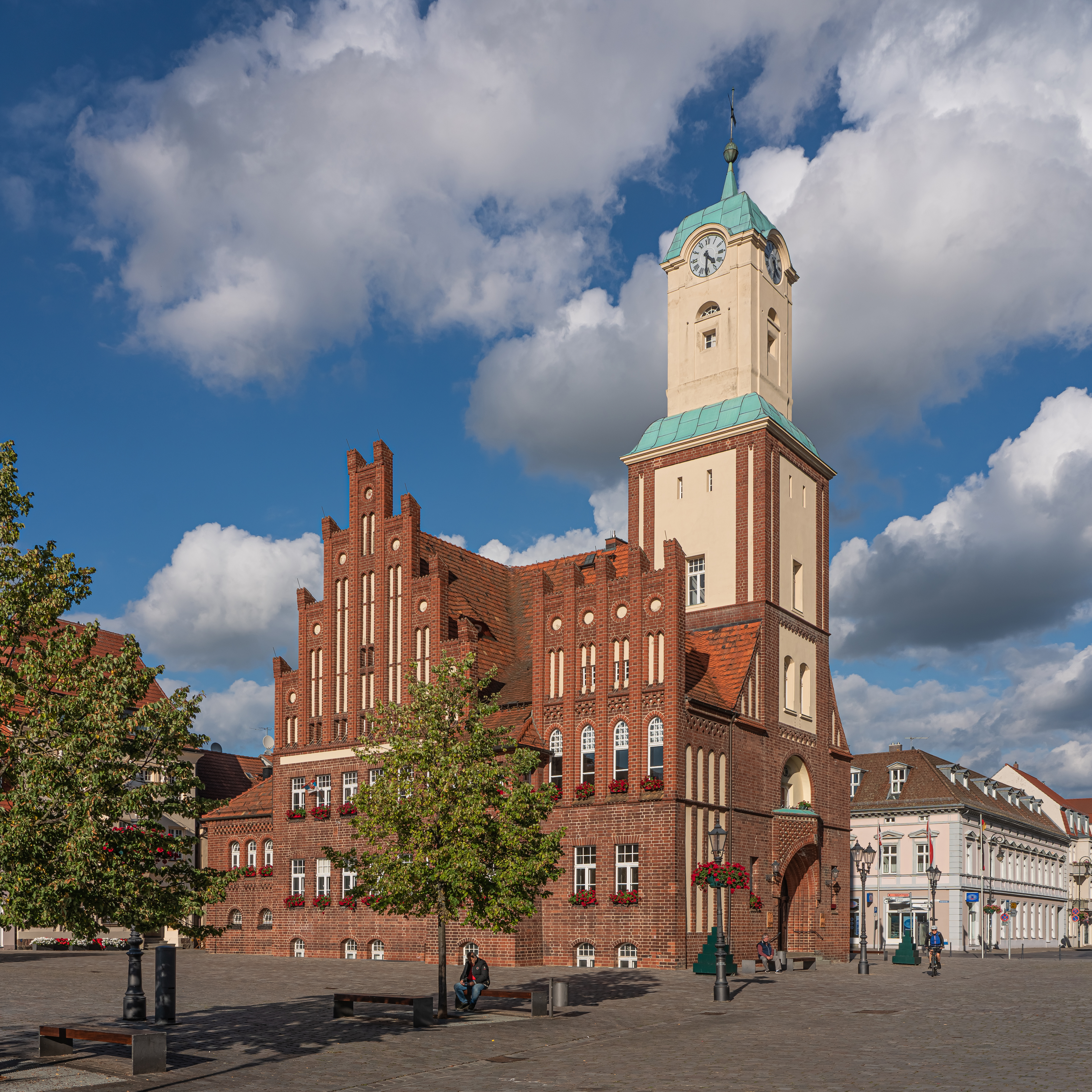
Ратуша
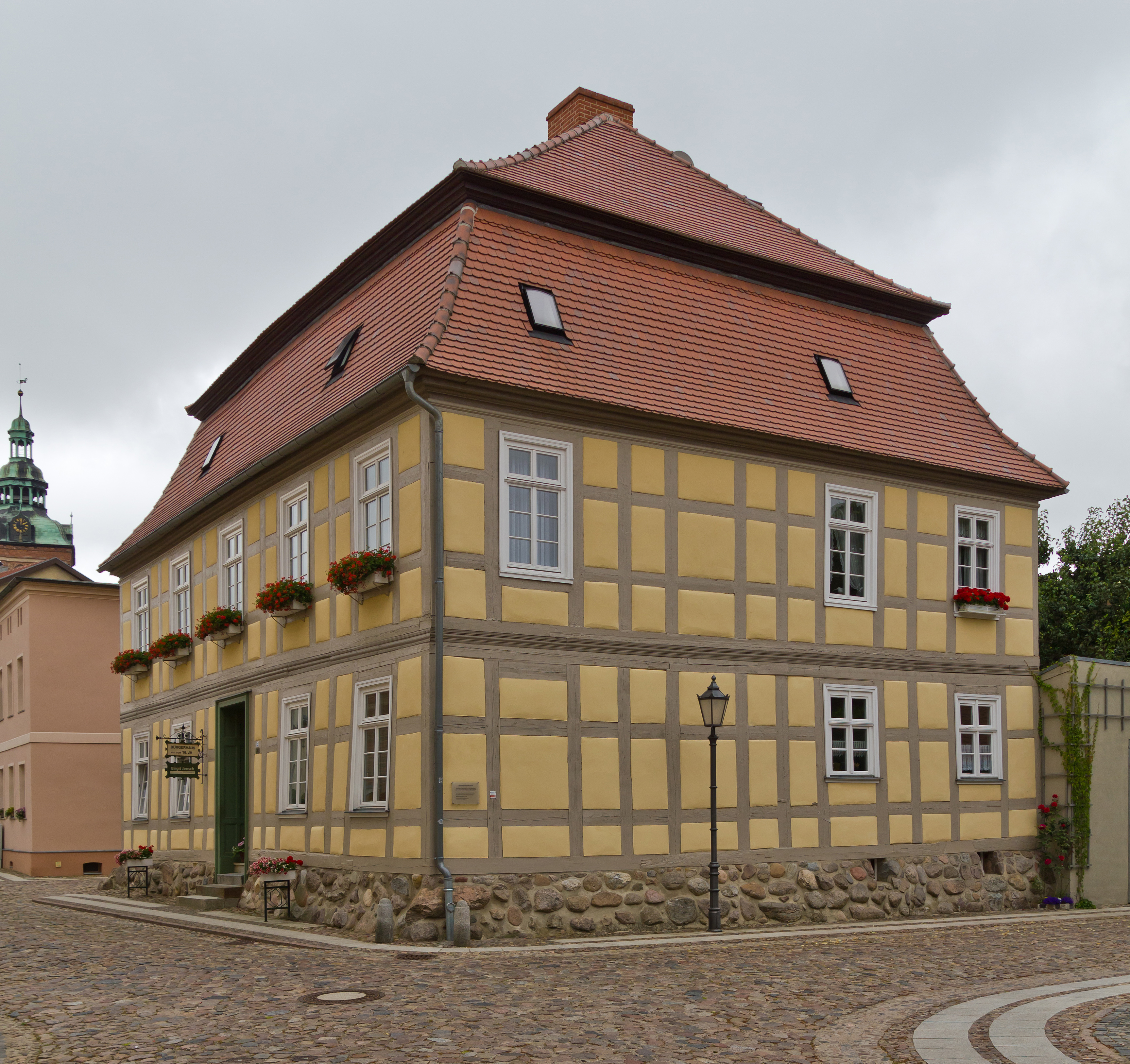
Старинный дом
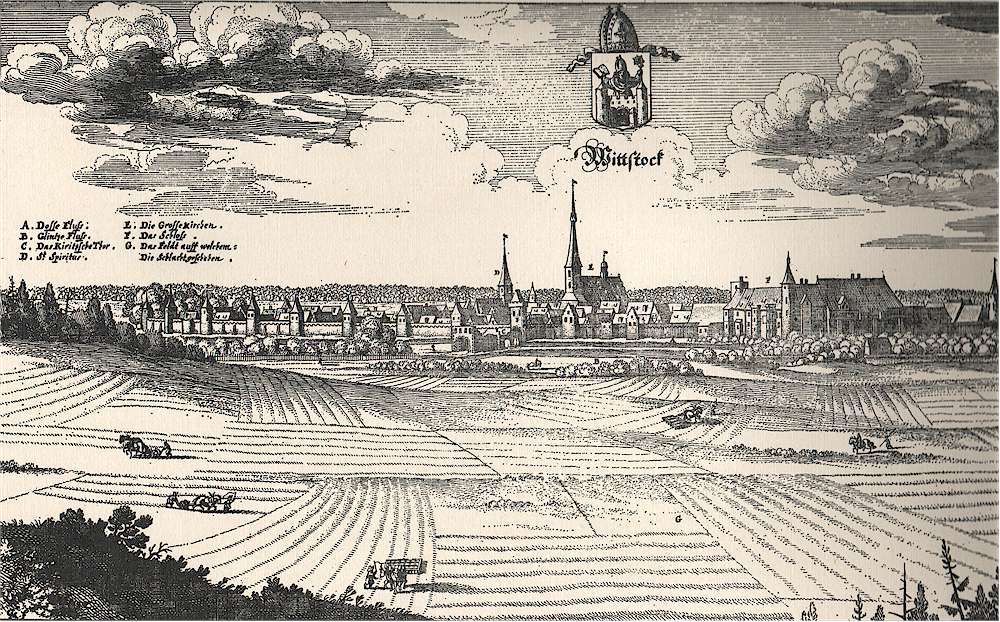
Гравюра Маттеуса Мериана. 1692 год